# Osobisty krawiec
Osobisty krawiec (oryg. Si ren ding zhi) – chiński film komediowy z 2013 roku w reżyserii Fenga Xiaoganga. 
Premiera odbyła się 19 grudnia 2013 roku. W pierwszym tygodniu film zarobił 13 200 000 dolarów amerykańskich w Chinach.

## Obsada
- Bai Baihe – panna Bai
- Ge You – zhong Yang
- Li Xiaolu – ona sama
- Kai Zheng – Ma Qing
- Bingkun Cao – klient marzeń ICAC
- Fan Wei – kierowca
- Chengru Li – reżyser
- Yong Li – klient
- Tian Liang – doktor
- Miao Pu – Jenny
- Song Dandan  – pani Dan
- Wang Baoqiang – wieśniacki dawca krwi
- Jackie Chan – on sam (cameo)[3]